# Madhugiri
Madhugiri är en ort i Indien.   Den ligger i distriktet Tumkur och delstaten Karnataka, i den södra delen av landet, 1 700 km söder om huvudstaden New Delhi. Madhugiri ligger 756 meter över havet och antalet invånare är 28 124.
Terrängen runt Madhugiri är platt österut, men västerut är den kuperad. Runt Madhugiri är det tätbefolkat, med 276 invånare per kvadratkilometer. Madhugiri är det största samhället i trakten. Trakten runt Madhugiri består till största delen av jordbruksmark.